# 天津久米命
天津久米命（あまつくめのみこと）は、日本神話に登場する神。天槵津大来目（あめのくしつおおくめ）ともする。

## 概要
久米氏の祖神と記される。
『古事記』では天孫降臨の場面に登場し、『日本書紀』では同場面、第四の一書に登場する。大伴氏の祖神とされる天忍日命と共に武装して邇邇芸命の先導をした。
『古事記』では、天津久米命と天忍日命は対等の立場で書かれているが、『日本書紀』では、天槵津大来目は天忍日命に率いられたことになっている。また、『日本書紀』の神武東征の場面では、天槵津大来目の子孫の久米部は、天忍日命の子孫である道臣命（ミチノオミ）の部下となっているが、『古事記』では道臣命と大久米命は対等であり、同様の相違が認められる。

## 祀る神社
- 大田神社（滋賀県高島市新旭町太田） - 合祀